# Reichsgründungstag

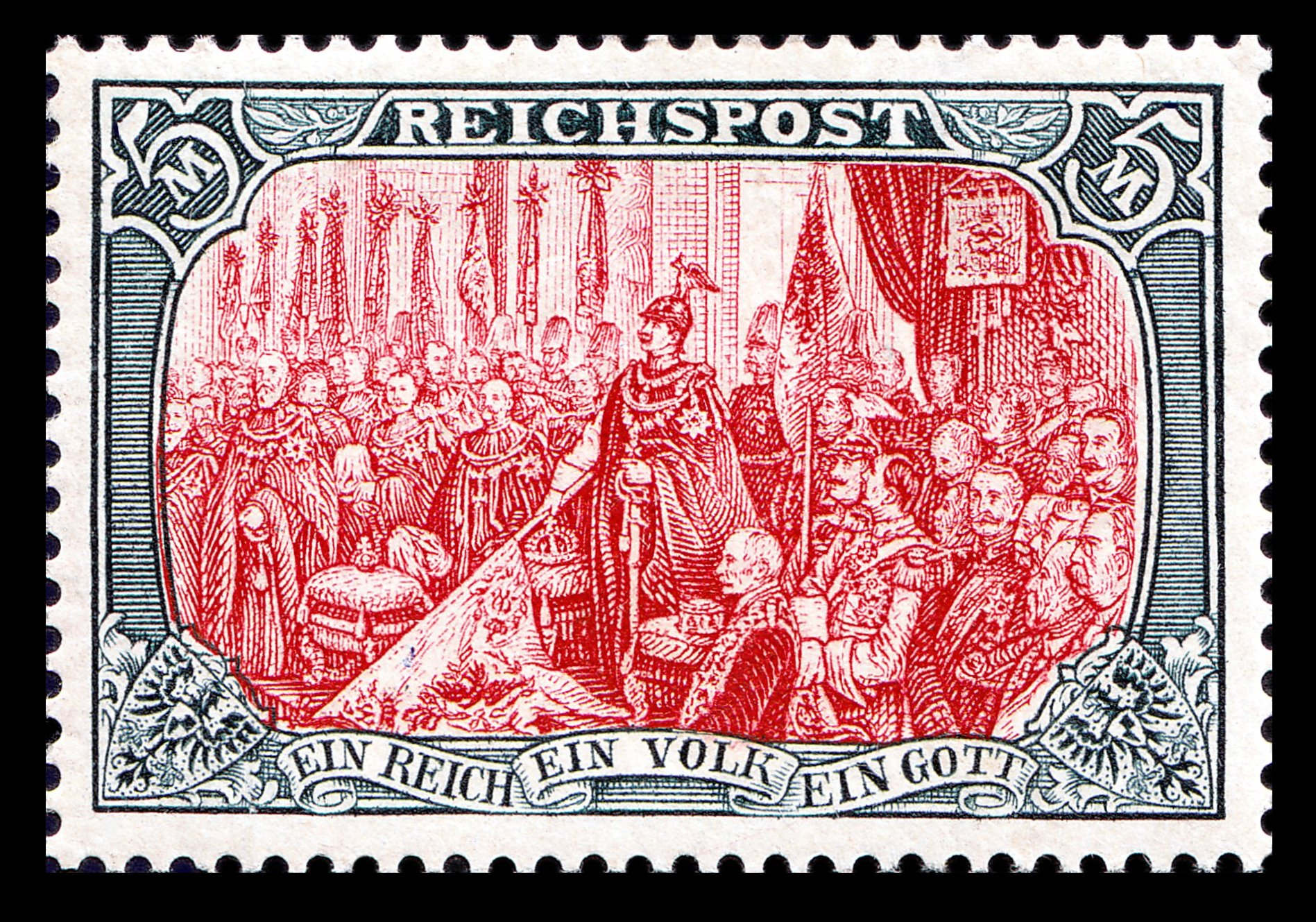
Briefmarke von 1900 aus der Serie „Repräsentative Darstellungen des Deutschen Kaiserreichs“: Reichsgründungsgedenkfeier 1896 im Weißen Saale des Berliner Schlosses, nach einem Gemälde von William Pape

Der Reichsgründungstag war ein festlich begangener Tag im Deutschen Kaiserreich. Sein Gedenken galt der Kaiserproklamation im Schloss von Versailles am 18. Januar 1871. Allerdings hatte der Norddeutsche Bund bereits zum 1. Januar mit der Verfassung des Deutschen Bundes offiziell den Namen „Deutsches Reich“ angenommen; verfassungsrechtlich war der 18. Januar daher kein Reichsgründungstag.

## Reichsgründungsfeiern
Zum Reichsgründungstag am 18. Januar wurden jährlich Reichsgründungsfeiern abgehalten. Dabei wurden bei zentralen und lokalen Veranstaltungen patriotische Reden gehalten und Lieder wie Heil dir im Siegerkranz, die inoffizielle Hymne des Reiches, gesungen. Reichsgründungsfeiern fanden auch während der Weimarer Republik öffentlich und unter Beteiligung hoher Würdenträger statt. Das nationalsozialistische Deutschland feierte den Reichsgründungstag nur anfangs.
Die Deutsche Demokratische Republik legte diesen Brauch komplett ab. Die Bundesrepublik Deutschland brachte am 18. Januar 1971 durch die Deutsche Bundespost und die Deutsche Bundespost Berlin jeweils eine motivgleiche Sonderbriefmarke 100 Jahre Reichsgründung zu 30 Pfennig heraus (Michel-Nummer 658 und 385). Dies entsprach dem damaligen Porto für einen Standardbrief. Am 24. November 1971 wurde eine Gedenkmünze zum Nennwert von fünf Deutsche Mark ausgegeben.
Manche Anhänger der politischen Rechten führen diese Tradition fort. Auch einige Studentenverbindungen feiern Reichsgründungskneipen.

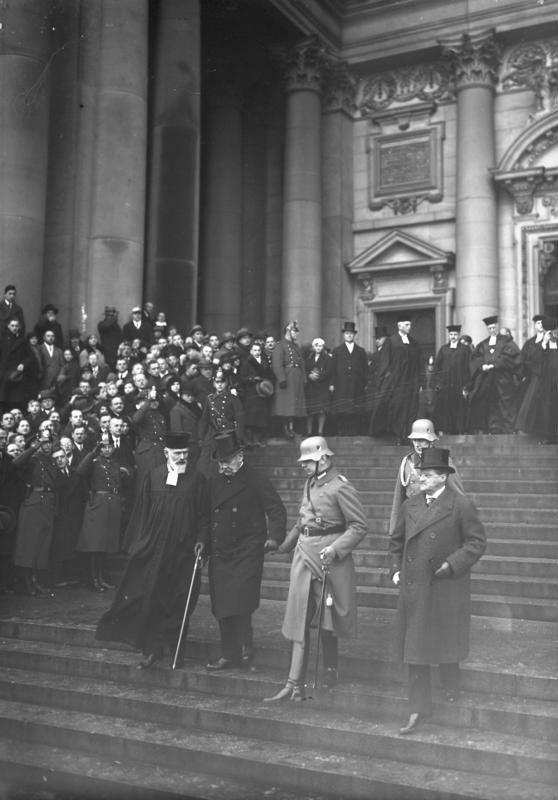
Reichspräsident Paul von Hindenburg verlässt nach der Reichsgründungsfeier 1931 den Berliner Dom.
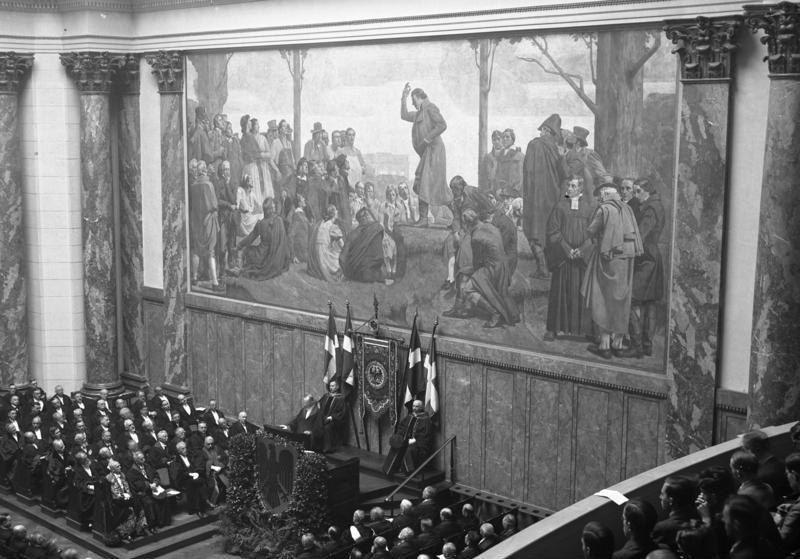
Rudolf Smend spricht 1933 bei der Reichsgründungsfeier in der Aula der Berliner Friedrich-Wilhelms-Universität.
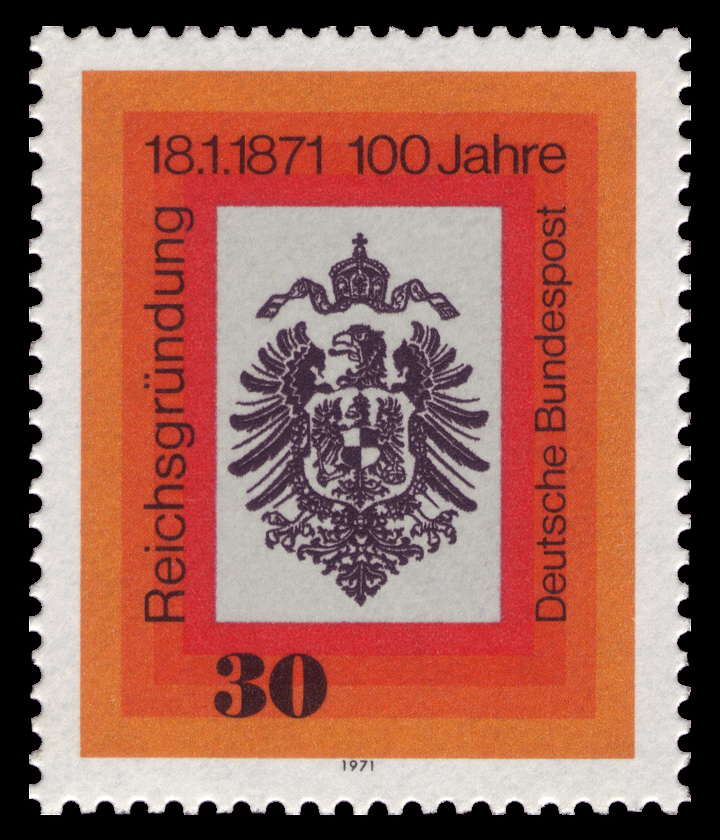
Deutsche Bundespost (1971): 100. Jahrestag der Deutschen Reichsgründung: Reichsadler mit Kaiserkrone
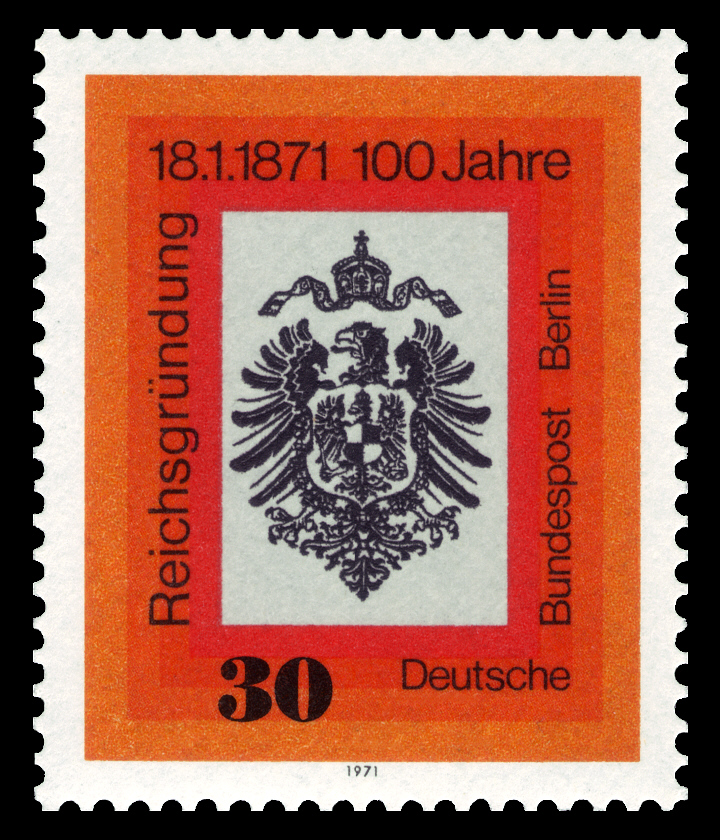
Deutsche Bundespost Berlin (1971): 100. Jahrestag der Deutschen Reichsgründung: Reichsadler mit Kaiserkrone

| Nennwert: 5 Deutsche Mark Material: 62,5 % Feinsilber, 37,5 % Kupfer – Durchmesser: 29 mm – Gewicht: 11,2 g |           |                   |                                                                    |                  |                  |                  |
| Abbildung                                                                                                   | Abbildung | Ausgabedatum      | Anlass Randschrift                                                 | Präge- stätte(n) | geprägte Auflage | geprägte Auflage |
| Bildseite                                                                                                   | Wertseite | Ausgabedatum      | Anlass Randschrift                                                 | Präge- stätte(n) | st               | sp               |
| |           | 24. November 1971 | 100. Jahrestag der Reichsgründung EINIGKEIT UND RECHT UND FREIHEIT | G                | 4.800.000        | 200.000          |